# Майер-Скьятти, Катерина
Катерина Майер-Скьятти (итал. Katerina Maier-Schiatti, предположительно, 60-е годы XVIII века — после 1800 года) — итальянская пианистка и композитор XVIII века, представить раннего классицизма.

## Биография
Одна из немногих женщин-композиторов в России XVIII века и единственная, музыкальные сочинения которой уже при жизни были опубликованы не только в России, но и в других странах. Дочь итальянского скрипача и композитора Луиджи Скьятти, работавшего при дворе Екатерины II с 1760 (по другой версии с 1765 года ) по 1790 год. Возможно, родилась в Штутгарте, герцогство Вюртембергское, где, предположительно, до приезда в Россию работал её отец, или уже в России.
Катерина Майер-Скьятти была заметным композитором своей эпохи, опубликованный в Санкт-Петербурге цикл из своих трёх фортепианных сонат она посвятила Платону Зубову, последнему фавориту императрицы Екатерины II. Его головокружительная карьера началась в июне 1789 года с личного знакомства с императрицей. Фортепианные сонаты Майер-Скьятти относятся ко второй половине 1789 года. Вероятно, покинула Россию вместе с отцом в 1790 году.  Позже, в 1800 году она опубликовала в Лондоне свой фортепианный концерт. Сочинения Майер-Скьятти в настоящее время не привлекают внимания исполнителей.

## Семья
Муж — Леонтий Леонтьевич Майер, секретарь Виктора Амадея Ангальт-Бернбургского, принца Шаумбургского.
Сын — Александр Леонтьевич Майер (1792—1864) — историк, археолог, краевед.